# تشولبونبيك إيسنكول أوولو
تشولبونبيك إيسنكول أوولو، من مواليد 15 يناير 1986 في الإتحاد السوفييتي، لاعب كرة قدم قيرغيزستاني.
بدأ مسيرته الكروية مع نادي كوفستين النمساوي في موسم 2006/2007، ومنذ عام 2007 وهو يلعب مع نادي أبديش أتا كانت.
منذ عام 2007 وهو يلعب مع منتخب قيرغيزستان لكرة القدم.

## روابط خارجية
- تشولبونبيك إيسنكول أوولو على موقع الاتحاد الدولي (مؤرشف)  (الإنجليزية)
- تشولبونبيك إيسنكول أوولو على موقع قاعدة بيانات كرة القدم.إي يو (الإنجليزية)
- تشولبونبيك إيسنكول أوولو على موقع ناشيونال فوتبول تيمز (الإنجليزية)